# Templo de Capuchinas (Guadalajara, Jalisco)
El Templo de la Inmaculada Concepción, conocida como el Templo de las Capuchinas, es un edificio católico de la ciudad de Guadalajara, ubicada en el centro del estado de Jalisco, México. Construido en 1761, tiene una fachada barroca. Actualmente pertenece a la Parroquia del Sagrario Metropolitano de la Arquidiócesis de Guadalajara.

## Historia
Después de cuatro intentos de establecerse en el valle de Atemajac, la Orden de Clarisas Capuchinas por fin recibe autorización real el 10 de junio de 1761 para asentarse en Guadalajara. Los fondos para su construcción ya se había adjudicado con el apoyo del fray Antonio Alcalde y Barriga, entonces el 2 de diciembre de ese mismo año monjas provenientes del convento de Capuchinas de Santa María de los Lagos arribaron a la ciudad. En esos tiempos el convento abarcaba toda la manzana. En 1850 el convento sufrió de exclaustración al ser adquirido por el gobierno federal. Durante la guerra de Reforma, el convento fue transformado en cuartel militar. En 1872 fue usado para retener a presos políticos. El convento terminó siendo fraccionado, nada más permaneciendo el templo principal en la esquina de la manzana. La huerta del convento fue comprada por Enrique Maxemín, quien construyó una finca que hoy en día es el Museo de la Ciudad de Guadalajara.
El edificio es conocido por ser uno de los que se incluye en la tradicional visita a los siete templos que se realiza anualmente en Semana Santa y que en el caso de Guadalajara incluye a otras iglesias como la catedral, el templo de la Merced, el templo de Santa Mónica, el basílica de San Felipe Neri, el templo de Jesús María y el templo de Santa Teresa de Jesús.

## Arquitectura
El templo arquitectónicamente es sencillo. Cuenta con un pequeño atrio enrejado de hierro con un piso de adoquín. La entrada principal es una puerta de madera del orden toscano. El coro se encuentra en la parte superior del templo, lo peculiar es que está a lado del presbiterio. Tiene cuatro bóvedas de crucería, una para el coro, dos en camino al altar y una para el presbiterio. El altar es el mismo desde la fundación del convento. Hay imágenes de la Virgen de la Inmaculada Concepción y de San Francisco de Asís.

## Galería

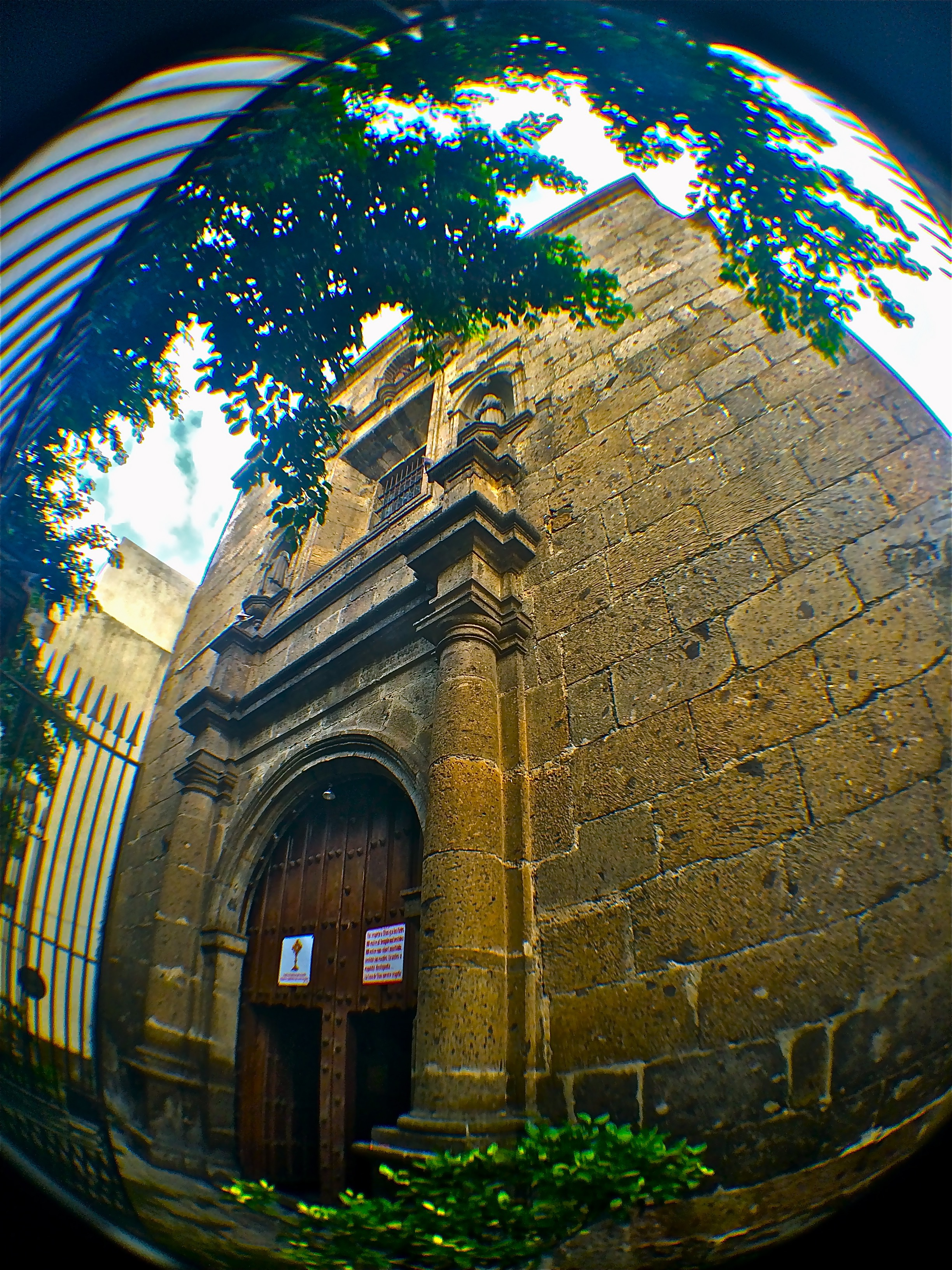
La fachada.
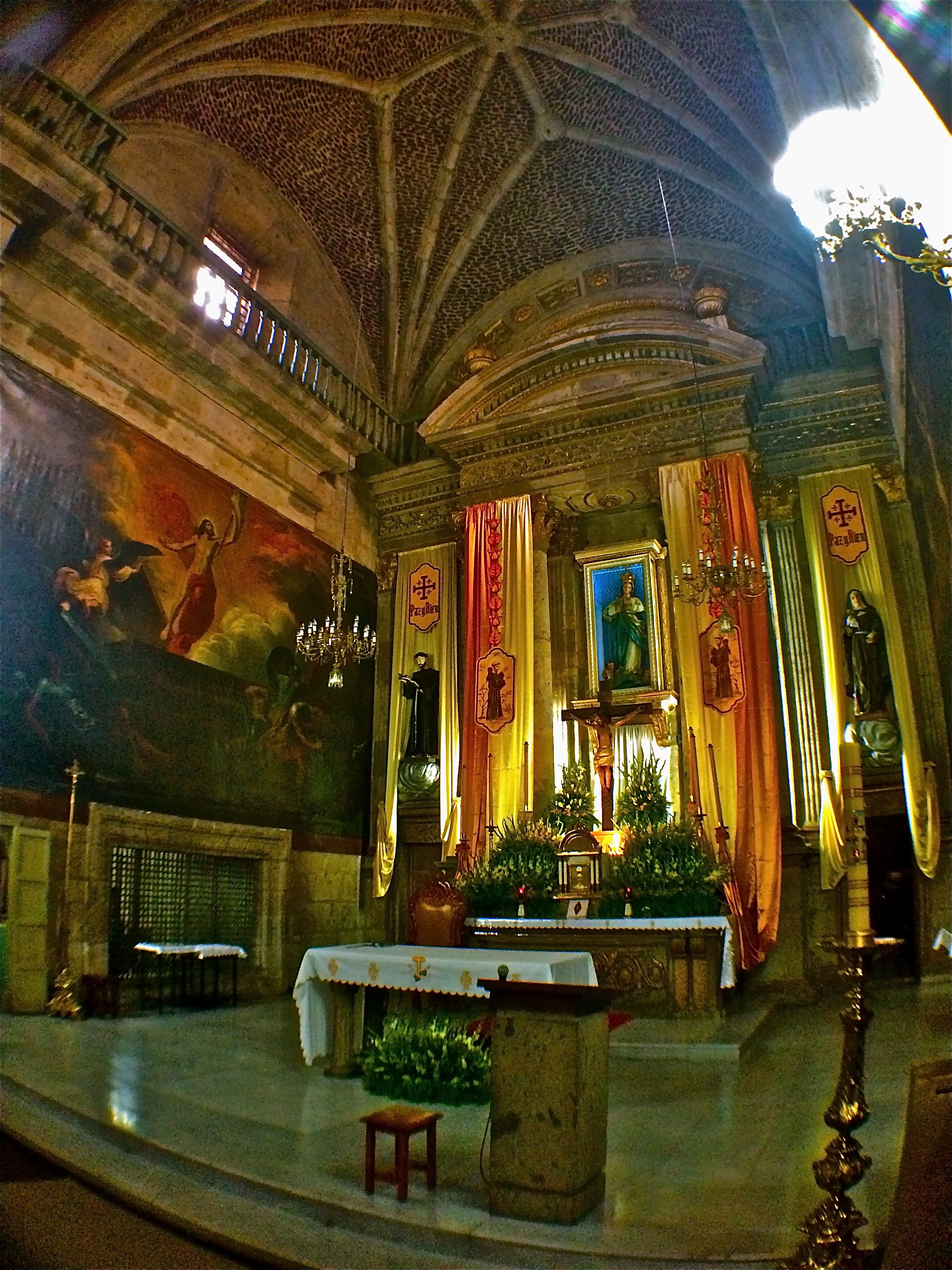
El altar.
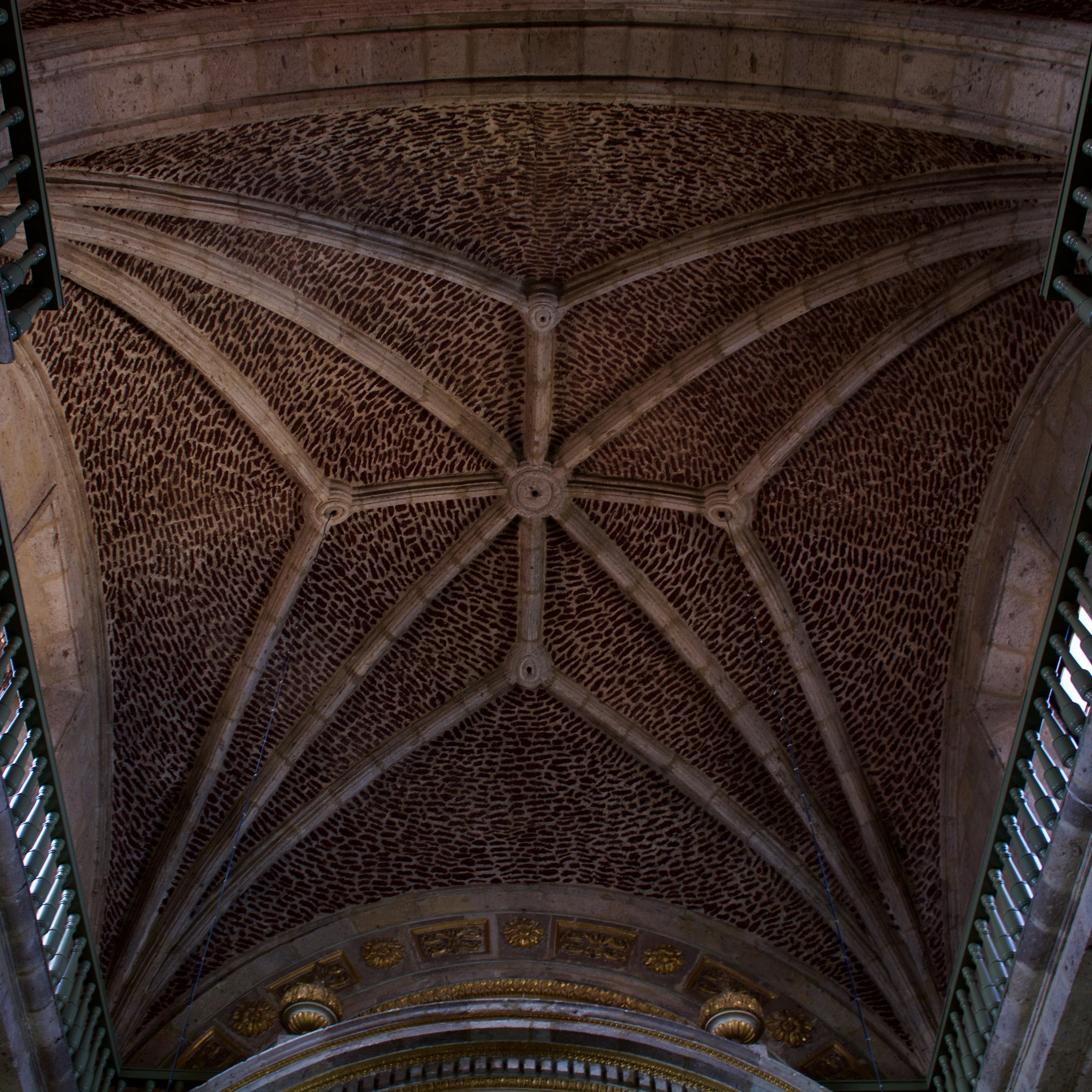
Una bóveda.
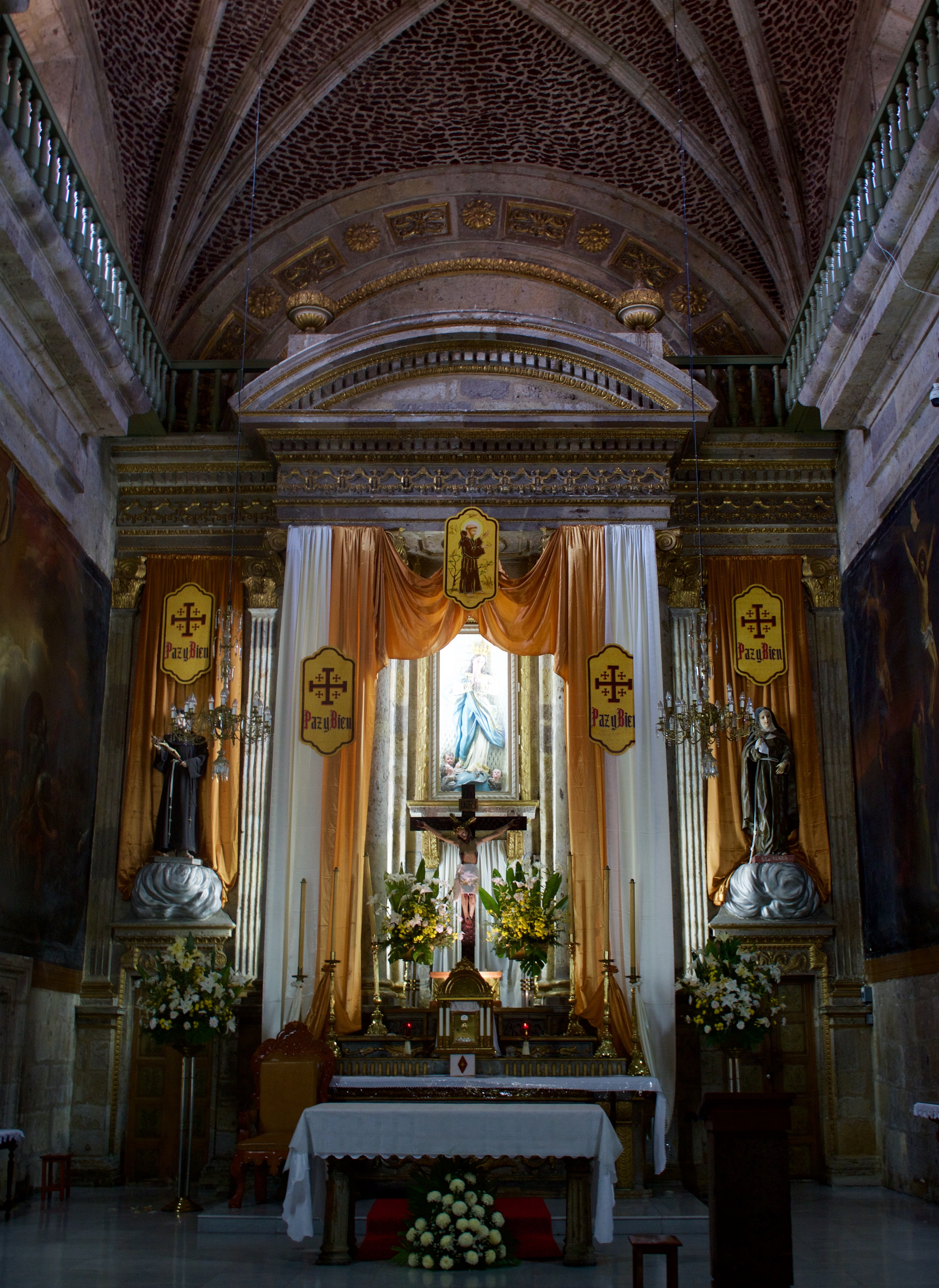
El retablo.